# Centre d'études supérieures de civilisation médiévale
Le Centre d'études supérieures de civilisation médiévale (CESCM) est un laboratoire de recherche sur le Moyen Âge dépendant du CNRS et de l'université de Poitiers. C'est une unité mixte de recherche UMR 7302.
Il est établi depuis 1953 à Poitiers, dans l'hôtel Berthelot, bâtiment E13.

## Historique
Gaston Berger, directeur général de l'Enseignement supérieur, débarque à Poitiers en 1953 pour étudier la possibilité d'y fonder un centre d'études de civilisation médiévale, centre qu'il voulait constituer autour d'une photothèque d'art roman. Le professeur d'histoire de l'art de la faculté de Lettre René Crozet possédait déjà une telle photothèque. Berger confie alors à Crozet la charge d'organiser cette nouvelle institution.

## Publications
Le CESCM publie depuis 1958 les Cahiers de civilisation médiévale, une revue trimestrielle contenant articles et recensions de parutions d’ouvrage sur la civilisation médiévale. Les 192 numéros parus avant 2008 sont librement consultables sur le portail Persée.
La liste des articles et de livres publiés par les membres du laboratoire est consultable sur la plateforme en ligne HAL, où elle est identifiée par une collection spécifique.